# Tillandsia socialis
Tillandsia socialis là một loài thuộc chi Tillandsia. Đây là loài đặc hữu của México.